# Nelson Díaz
Nelson Díaz (Montevideo, 12 gennaio 1942 – 4 dicembre 2018) è stato un calciatore uruguaiano, di ruolo difensore.

## Carriera

### Nazionale
Prese parte, insieme alla Nazionale di calcio dell'Uruguay, al campionato del mondo 1966 dove finì la competizione ai quarti di finale.

## Palmarès

### Club

#### Competizioni nazionali
- Campionato uruguaiano: 2

Peñarol: 1965, 1967

#### Competizioni internazionali
- Coppa Libertadores: 1

Peñarol: 1966